# Megalaspides
Genre
Espèces de rang inférieur
- †Megalaspis dalecarlicus Holm, 1882,espèce type
- deux autres espèces : voir paragraphe : #Espèces

Megalaspides est un genre fossile de trilobites, arthropodes marins primitifs, dans la famille fossile des Asaphidae, et la sous-famille des Isotelinae.

## Classification
Le genre Megalaspides est décrit en 1886 par le paléontologue Brögger,.

## Fossiles
Selon le site Paleobiology Database en 2024, le nombre de collections de fossiles référencées est de 104 collections pour 112 occurrences depuis le Billingien de l'ordovicien inférieur au Caradoc de l'Ordovicien inférieur, soit de 478,6 à 449,5 Ma avant notre ère.

## Espèces
Selon le site Paleobiology Database en 2024, le nombre d'espèces référencées dans le genre Megalaspides est de trois :
- †Megalaspis dalecarlicus Holm, 1882,espèce type
- †Megalaspis nericiensis Wiman, 1905
- †Megalaspis striatellus Fortey 1975[1].